# Махаяна Махапаринирвана сутра
Махаяна Махапаринирвана сутра, известна като Нирвана Сутра (санскрит: महायान महापरिनिर्वाण सूत्र; традиционен китайски: 大般涅槃經; пинин: Dà Bānnièpán Jīng; японски: 涅槃経 Nehankyō; стандартен тибетски: myang 'das kyi mdo) е една от основните сутри в Махаяна Будизма , името ѝ е подобно на друга сутра, от Пали канона (Тервада Будизъм) наречена Махапаринирвана сутра .
Маха Нирвана означава Велика Нирвана.